# هلن مک دونالد

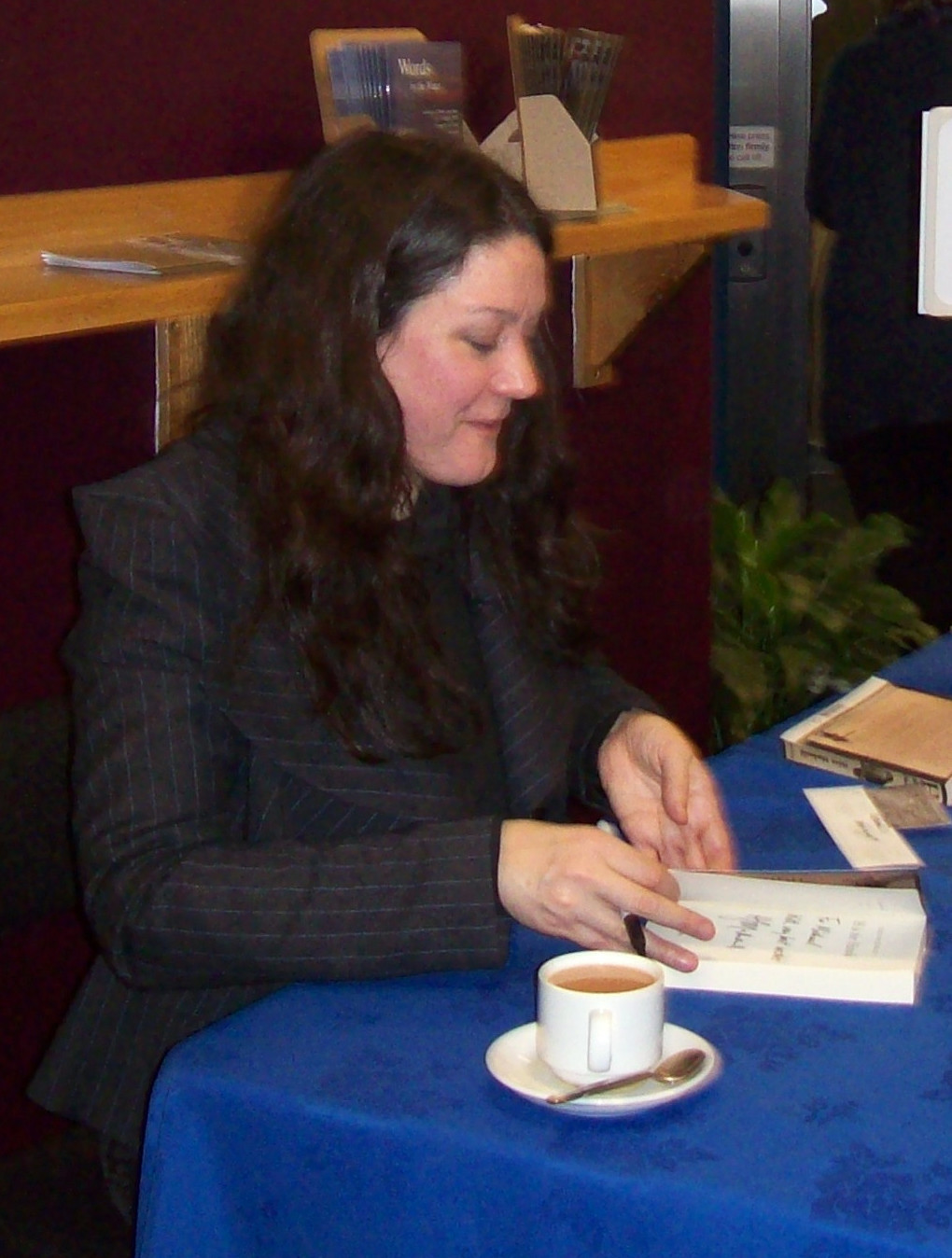
هلن مک دونالد در مارس 2016

هلن مک دونالد (انگلیسی: Helen Macdonald؛ زادهٔ) یک روزنامه‌نگار و فیلسوف طبیعت گرا، دانش آموختهٔ دانشگاه کمبریج در رشته فلسفه و تاریخ است که اهل کشور انگلستان است. مک دونالد بیشتر به دلیل نگارش کتاب ق مثل قوش که برنده جایزه ادبی ساموئل جانسون در سال ۲۰۱۴ و جایزه ادبی کاستا بوک شده‌است، شناخته می‌شود.